# Notela angustiora
Notela angustiora är en fjärilsart som beskrevs av Benjamin och Mcdunnough 1910. Notela angustiora ingår i släktet Notela och familjen tandspinnare. Inga underarter finns listade i Catalogue of Life.